# Список крупных бедствий Новой Зеландии
Ниже представлен список крупных бедствий, случившихся в Новой Зеландии и на её территориях, неподалёку от неё (в нейтральных водах), или подавляющее большинство погибших в которых составили граждане этого государства, число погибших в которых составило более девятнадцати человек. В список не включены случаи эпидемий и военных действий.

## Происшествия
| Погибшие | Название                                    | Тип                                | Дата               | Место                                              | Ссылки | Примечания                                                                             |
| -------- | ------------------------------------------- | ---------------------------------- | ------------------ | -------------------------------------------------- | ------ | -------------------------------------------------------------------------------------- |
| 257      | Катастрофа DC-10 в Антарктиде               | авиакатастрофа                     | 28 ноября 1979     | вул. Эребус                                        |        | контролируемое столкновение                                                            |
| 256      | Землетрясение в Хокс-Бей                    | землетрясение                      | 3 февраля 1931     | эпицентр в 20 км севернее г. Нейпир                |        |                                                                                        |
| 189      | «Орфей»                                     | кораблекрушение                    | 7 февраля 1863     | неподалёку от мыса Манукау-Хедс                    |        |                                                                                        |
| 185      | Землетрясение в Крайстчерче                 | землетрясение                      | 22 февраля 2011    | г. Крайстчерч                                      |        |                                                                                        |
| 151      | англ. Tangiwai disaster                     | ж/д катастрофа / лахар             | 24 декабря 1953    | мост через р. Фангаэху, между г. Уаиоуру и Охакуне |        | ж/д мост уничтожен лахаром стратовулкана Руапеху                                       |
| 135+     |                                             | оползень                           | 1780               | дер. Уаихи и Те-Рапа                               |        | дер. Уаихи неоднократно разрушалась оползнями, в том числе с жертвами                  |
| 131      | «Тараруа»                                   | кораблекрушение                    | 29 апреля 1881     | неподалёку от мыса Уаипапа-Пойнт                   |        |                                                                                        |
| 121      | «Уаирарапа»                                 | кораблекрушение                    | 29 октября 1894    | неподалёку от о-ва Грейт-Барриер                   |        |                                                                                        |
| 108-153  | Извержение Тараверы                         | извержение вулкана                 | 10 июня 1886       | вул. Таравера                                      |        |                                                                                        |
| 100-200  |                                             | наводнения / снежные бури          | июль-сентябрь 1863 | золотой прииск Сентрал-Отаго                       |        |                                                                                        |
| 79       | «Огненная Звезда»                           | кораблекрушение                    | 11 мая 1865        | неподалёку от арх. Чатем                           |        |                                                                                        |
| 79       | «Матоака»                                   | кораблекрушение (предположительно) | 1869               | на пути из Литтелтона в Лондон                     |        |                                                                                        |
| 75       | «Пингвин»                                   | кораблекрушение                    | 12 февраля 1909    | неподалёку от мыса Терафити                        |        |                                                                                        |
| 68       | «Генерал Грант»                             | кораблекрушение                    | май 1866           | неподалёку от о-ва Окленд                          |        |                                                                                        |
| 65       | Взрыв на шахте Брюннер                      | взрыв на шахте                     | 26 марта 1896      | угольная шахта «Брюннер» неподалёку от г. Брюннер  |        |                                                                                        |
| 65       |                                             | оползень                           | 7 мая 1846         | дер. Уаихи                                         |        | дер. Уаихи неоднократно разрушалась оползнями, в том числе с жертвами                  |
| 53       | Кораблекрушение «Вахине»                    | кораблекрушение                    | 10 апреля 1968     | риф Барретт в бухте Веллингтон                     |        | с 1866 по 1968 свой конец на этом рифе нашли не менее 11 крупных судов                 |
| 49       |                                             | бунт военнопленных                 | 25 февраля 1943    | г. Фетерстон, лагерь для японских военнопленных    |        |                                                                                        |
| 49       | Стрельба в мечетях Крайстчерча              | теракт                             | 15 марта 2019      | г. Крайстчерч                                      | [ 3 ]  |                                                                                        |
| 45       | «Элингамит»                                 | кораблекрушение                    | 9 ноября 1902      | неподалёку от о-вов Три-Кингс                      |        |                                                                                        |
| 43       |                                             | взрыв на шахте                     | 12 сентября 1914   | шахта «Ральфс» ок. г. Хантли                       |        |                                                                                        |
| 41       | Пожар в «Баллантайнс»                       | пожар                              | 18 ноября 1947     | Крайстчерч                                         |        |                                                                                        |
| 39       | «Данидин»                                   | кораблекрушение                    | 20 мая 1865        | пролив Кука                                        |        | не путать с судном «Dunedin»                                                           |
| 37       | Пожар в психиатрической лечебнице «Сиклифф» | пожар                              | 8 декабря 1942     | дер. Сиклифф                                       |        |                                                                                        |
| 34       | «Таиароа»                                   | кораблекрушение                    | 11 апреля 1886     | устье р. Кларенс                                   |        |                                                                                        |
| 34       |                                             | взрыв на шахте                     | 22 февраля 1879    | ок. г. Каитангата                                  |        |                                                                                        |
| 34       | «Данидин»                                   | кораблекрушение (предположительно) | 1890               | на пути из Оамару в Лондон                         |        | не путать с судном «City of Dunedin»                                                   |
| 30       | «Мальборо»                                  | кораблекрушение (предположительно) | 1890               | на пути из Литтелтона в Лондон                     |        |                                                                                        |
| 29       | Взрывы на шахте Пайк-Ривер                  | взрывы на шахте                    | 19 ноября 2010     | угольная шахта Пайк-Ривер ок. г. Греймут           |        |                                                                                        |
| 29       | «Каитауа»                                   | кораблекрушение                    | 23 мая 1966        | неподалёку от мыса Реинга                          |        |                                                                                        |
| 26       | «Мария»                                     | кораблекрушение                    | 1851               | неподалёку от мыса Терафити                        |        |                                                                                        |
| 25+      |                                             | шторм, наводнения, кораблекрушения | 3-4 февраля 1868   | обширное пространство                              |        | погибло 12 кораблей                                                                    |
| 24       | «Ассайя»                                    | кораблекрушение (предположительно) | 1890               | на пути из Лондона в Веллингтон                    |        | обломки судна были обнаружены спустя 7 месяцев после выхода судна в море на арх. Чатем |
| 23       | Рейс 441                                    | авиакатастрофа                     | 3 июля 1963        | хребет Каимаи                                      |        | рейс авиакомпании англ. National Airways Corporation из Фенуапаи в Таурангу            |
| 22       | «Рануи»                                     | кораблекрушение                    | 30 декабря 1950    | зал. Пленти                                        |        |                                                                                        |
| 21       | англ. Hyde railway disaster                 | ж/д катастрофа                     | 4 июня 1943        | местность Хайд                                     |        |                                                                                        |
| 21       |                                             | наводнение                         | 19 февраля 1938    | ок. дер. Копуафара                                 |        | уничтожен лагерь ж/д рабочих                                                           |
| 21       | «София Патэ»                                | кораблекрушение                    | август 1841        | бух. Каипара                                       |        |                                                                                        |
| 20       | «Святой Винсент»                            | кораблекрушение                    | 14 февраля 1869    | зал. Паллисер                                      |        |                                                                                        |

## Вдали от Новой Зеландии
| Погибшие | Название      | Тип                                | Дата           | Место                                      | Ссылки | Примечания |
| -------- | ------------- | ---------------------------------- | -------------- | ------------------------------------------ | ------ | --- |
| 470      | «Коспатрик»   | пожар / кораблекрушение            | 17 ноября 1874 | Южная Атлантика: 37°00′ ю. ш. 12°00′ в. д. |        | Судно следовало из Грейвсенда в Окленд. Подавляющее большинство пассажиров были иммигранты в Новую Зеландию; спаслись лишь 3 человека. |
| 100      | «Тревельян»   | кораблекрушение (предположительно) | июнь 1888      | Южная часть Индийского океана              |        | Судно с иммигрантами в Новую Зеландию вышло из Глазго в Данидин 23 марта 1888 года                                                     |
| 89       | «Ноузли-Холл» | кораблекрушение (предположительно) | 1879           | на пути из Лондона в Литтелтон             |        | |

## Галерея

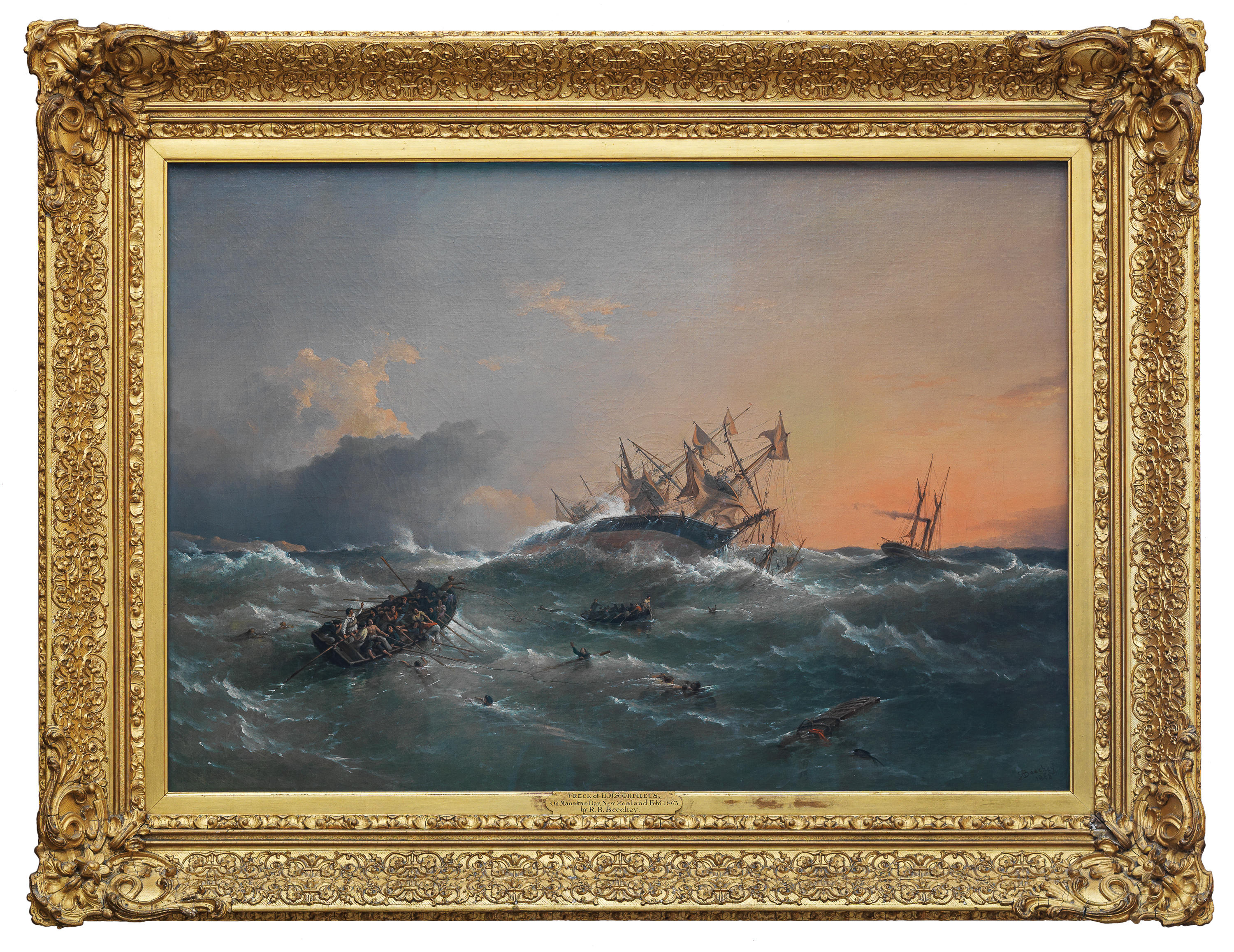
«Гибель „Орфея“». Ричард Бриджес Бичи. Картина написана в сентябре 1863 г., спустя семь месяцев после кораблекрушения.
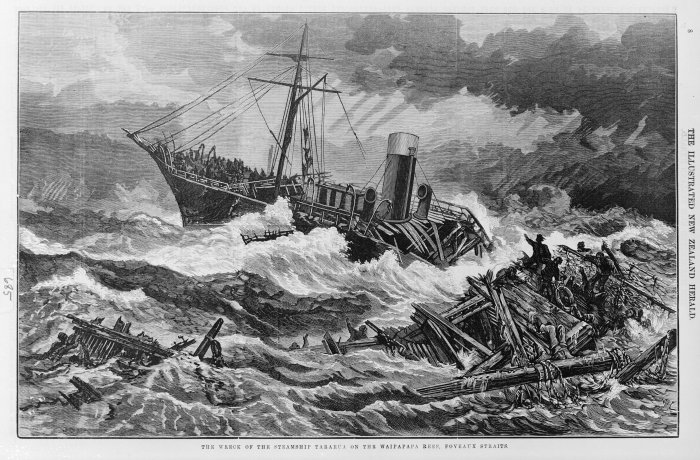
«Гибель „Тараруа“». Гравюра по дереву, 1881 г.
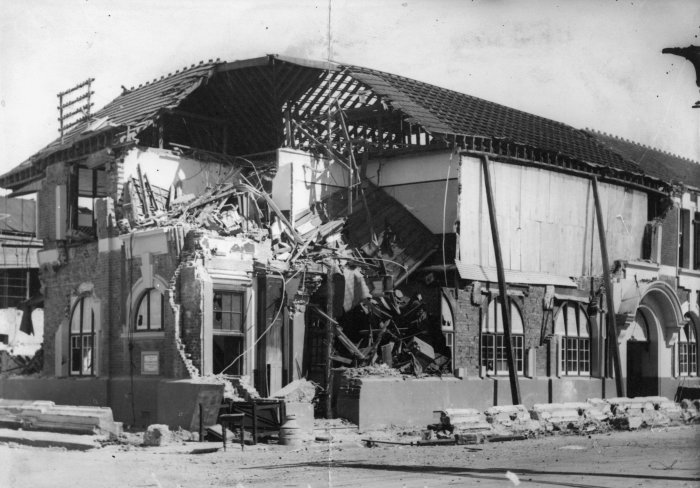
Почтовое отделение в г. Хейстингс после землетрясения. Февраль 1931 г.
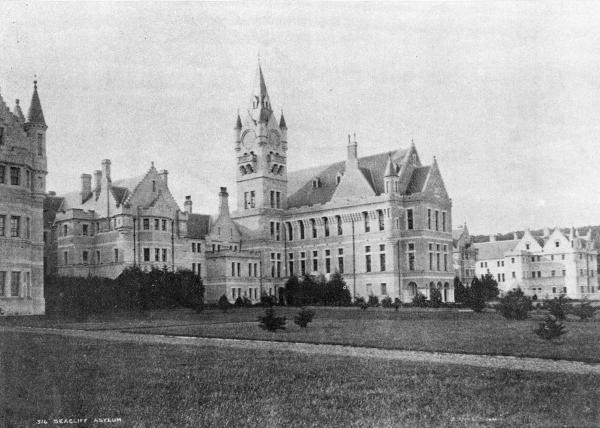
Психиатрическая лечебница «Сиклифф» до пожара в декабре 1942 г.
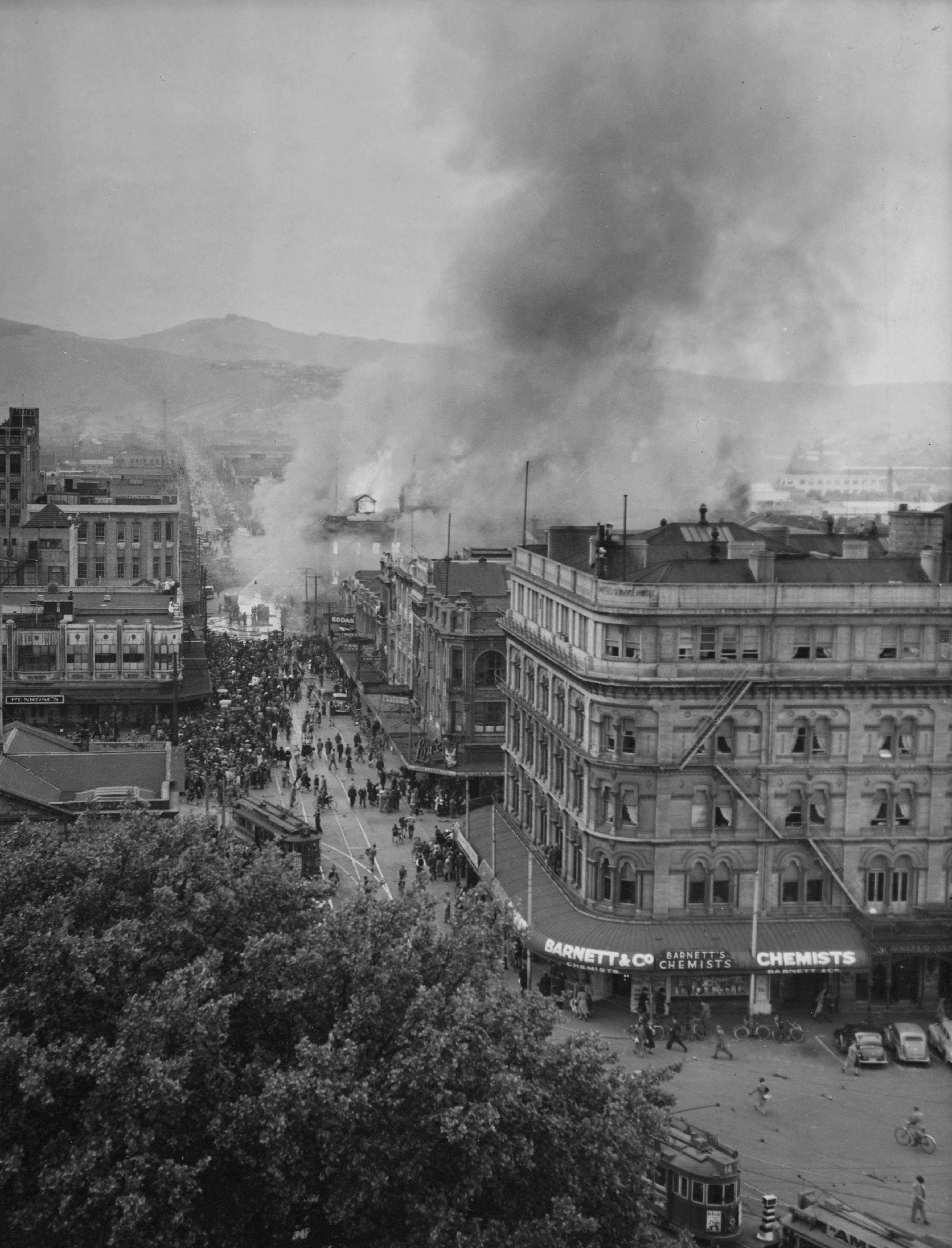
Пожар в «Баллантайнс», ноябрь 1947 г.
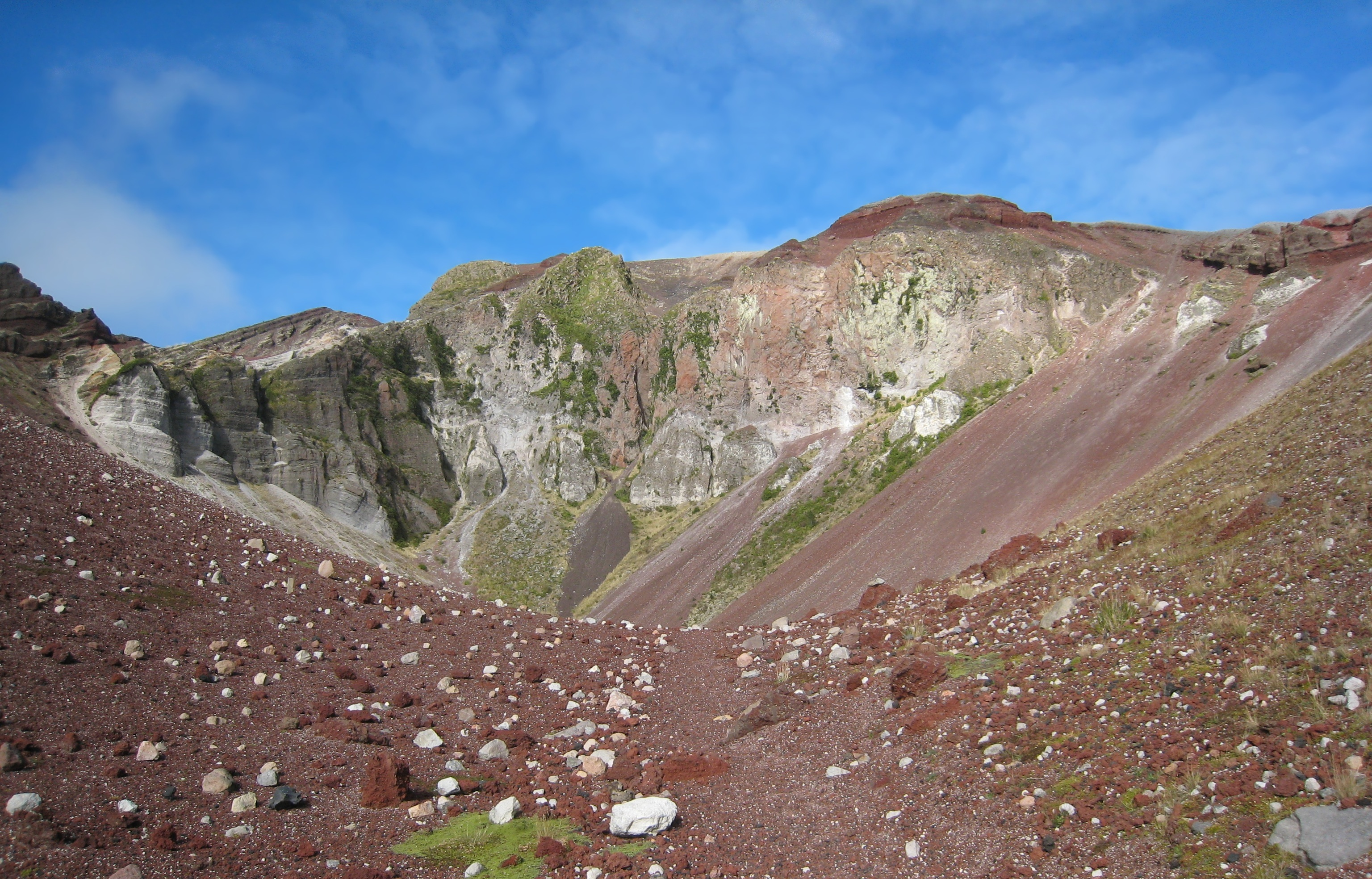
Кратер вулкана Таравера спустя 123 года после извержения. Март 2009 г.
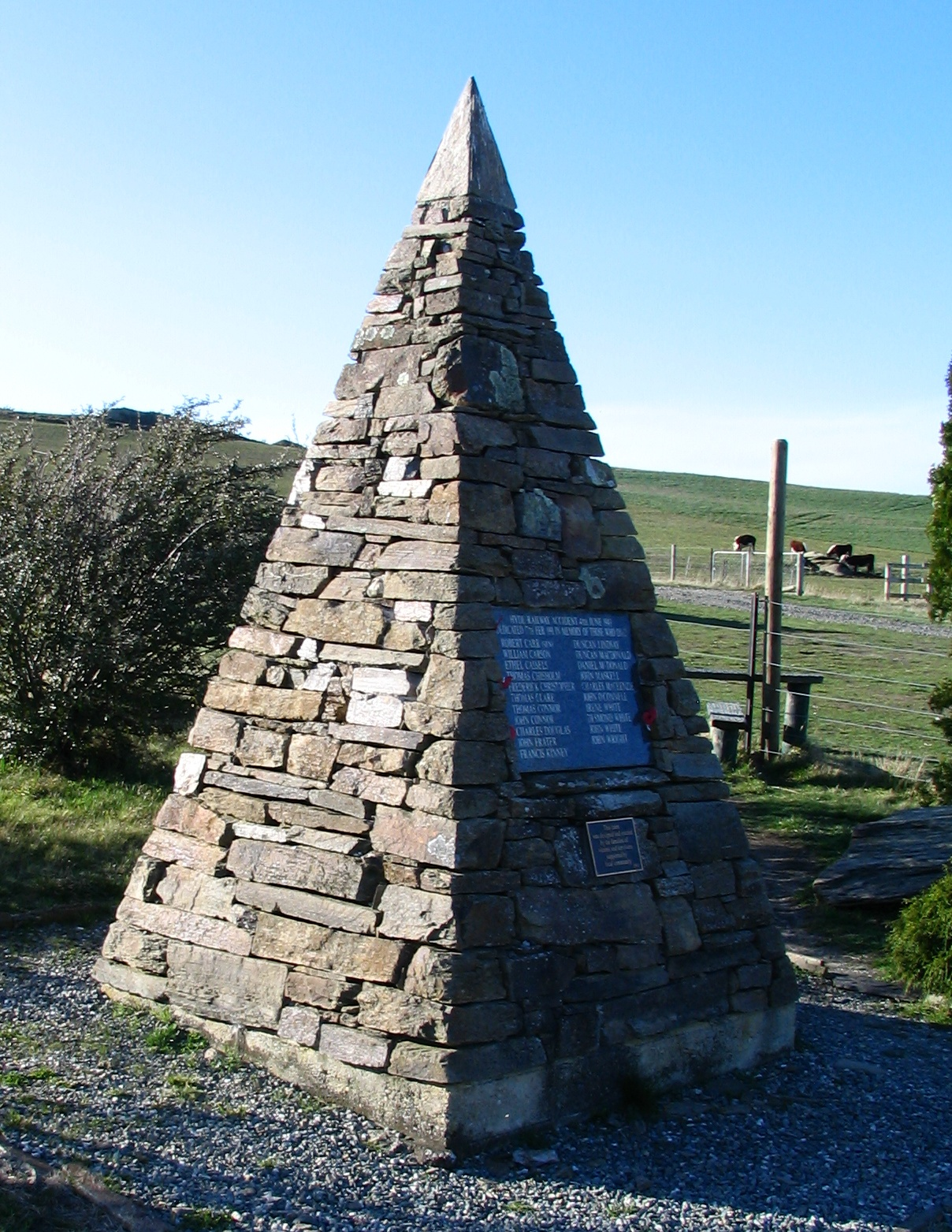
Мемориал погибшим в ж/д катастрофе в местности Хайд. Сентябрь 2009 г.
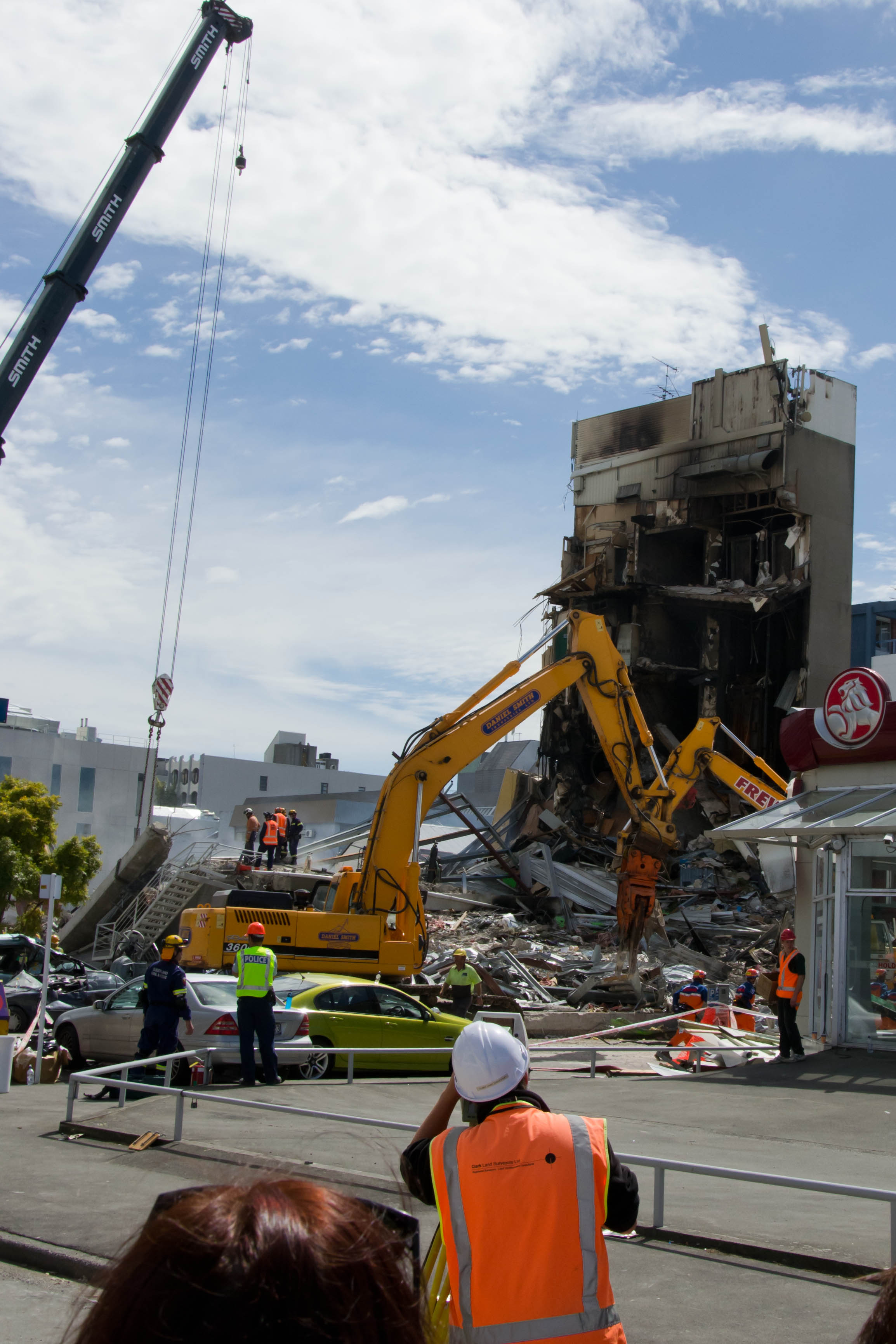
Руины главного здания телекомпании Canterbury Television после землетрясения в Крайстчерче. Февраль 2011 г.